# Emiliano Redondo
Emiliano Redondo Ares (Peñarroya-Pueblonuevo, Córdoba, 15 de agosto de 1937-Madrid, 15 de noviembre de 2014) fue un actor español.

## Biografía
Tras finalizar sus estudios de Bachillerato, se traslada a Madrid donde comienza la carrera de Derecho. Su paso por la Universidad le permite tener sus primeros contactos con el mundo de la interpretación a través del Teatro Español Universitario. Se matricula igualmente en la Escuela Oficial de Cinematografía (en la que llegaría a impartir clase entre 1968 y 1971) para debutar, finalmente, en cine y televisión en el año 1959.
En las siguientes cuatro décadas desarrolla su trayectoria artística alternando los tres medios: radio, cine y televisión, casi siempre en papeles de reparto.

## Teatro
Sobre los escenarios ha desfilado por varias compañías, como la de Aurora Bautista para finalmente formar la suya propia. Ha participado en decenas de montajes, que incluyen:
- Cuento en los bosques de Viena
- La loca de Chaillot
- Los Pelópidas (1966)
- Enséñame tu piscina (1977)
- La dama de Alejandría (1980)[2]
- Los sobrinos del Capitán Grant (1981) (Zarzuela).
- La señora presidenta (1982), con Manolo Gómez Bur.
- Cuentos de los bosques de Viena (1984), de Ödön von Horváth.[3]
- Los caciques (1987)
- La loca de Chaillot (1989)
- Esto es amor y lo demás... (1993), con María Garralón.
- Anfitrión (1996)
- Trampa mortal (1999), de Ira Levin, con Francisco Valladares, María Kosty y Marisol Ayuso.
- El atolondrado (2001), de Molière.
- La duda (2006)

## Televisión
Para la pequeña pantalla ha intervenido durante más de cuarenta años en numerosos espacios y series de prestigio en la historia de la televisión en España, y entre los que figuran Estudio 1, Cuentos y Leyendas (1975), Las aventuras del Hada Rebeca (1976), Novela, El Hotel de las mil y una estrellas (1978-1979), con Luis Aguilé o Segunda enseñanza (1986), con Ana Diosdado. Entre 1961 y 1964 participó en el programa musical Escala en Hi-Fi.

## Cine
Especializado en papeles cómicos, su registro sin embargo, ha abarcado igualmente otros géneros incluidos los Spaghetti Western. Ha trabajado a las órdenes de directores como Carlos Saura, Luis Lucia, José Luis Sáenz de Heredia, Antonio Giménez Rico, José María Forqué, Mariano Ozores y Pedro Almodóvar. En su filmografía figuran entre otros, los siguientes títulos:
- Tiempo de amor (1965)
- Megatón Ye-Ye (1965)
- Zampo y yo (1966)
- Las 4 bodas de Marisol (1967)
- Peppermint frappé (1967)
- El hueso (1968)
- La madriguera (1969)
- Marco Antonio y Cleopatra (1972)
- Los muertos, la carne y el diablo (1974)
- Viaje al centro de la Tierra (1976)
- Último deseo (1976)
- La noche de los cien pájaros (1976)
- Los liantes (1981)
- Cristóbal Colón, de oficio... descubridor (1982)
- De camisa vieja a chaqueta nueva (Rafael Gil, 1982)
- Los caraduros (1983)
- El currante (1983)
- ¡Qué tía la C.I.A.! (1985)
- ¡Átame! (1990)
- Disparate Nacional (1990)
- La ley de la frontera (1995)